# Christa Ritter

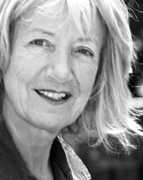
Christa Ritter, 2013

Christa Ritter (* 25. Dezember 1942 in Berlin) ist eine deutsche Filmemacherin und Journalistin. Sie gehört seit 1978 der Selbsterfahrungsgruppe um Rainer Langhans an, die als „Der Harem“ geläufig ist.

## Leben
Ritter besuchte das Luisen-Gymnasium Düsseldorf. Es folgte eine Verlagslehre beim Kindler und Schiermeyer Verlag in München. Nach ersten Erfahrungen bei der Münchener Werbeagentur Dorland arbeitete sie als Art Buyer für die Werbeagenturen Team und Special Team in Düsseldorf. Beeinflusst vom 68er-Aufbruch begann sie, beeinflusst von der aufkommenden Frauenbewegung weiter ein selbstbestimmtes Leben zu suchen. Daher Drogenerfahrungen, Meditationsversuche bei Transzendentale Meditation, polyamore Beziehungen (Fehlgeburt, Verlust der „großen Liebe“ durch einen Autounfall), Agentin für befreundete Fotografen (Peter Lindbergh, Hans Feurer). Erster Schritt, um aus der Werbung herauszufinden: Mit ihrer Schwester Veronika führte sie ab 1970 in der Düsseldorfer Altstadt den „Hofladen“ für kurios Antikes. Nach Reisen der Suche durch Afrika und Asien, der Aufgabe des Ladens und nicht enden wollenden Beziehungsproblemen zog sie nach München, um das Filmen zu lernen. Als Regieassistentin beim Film lernte sie 1978 bei den Dreharbeiten zum Film Die Hamburger Krankheit Rainer Langhans kennen und trat als vierte Frau der experimentellen Lebensgemeinschaft bei, die Langhans seit 1976 mit der Fotografin Anna Werner, dem Fotomodell Brigitte Streubel und Jutta Winkelmann führte, und zu der 1991 Juttas Zwillingsschwester Gisela Getty hinzustieß. Auf dieser Suche nach weiblicher Autonomie, die ein weniger materialistisches, dafür geistigeres Leben als selbstbewusste Frau meinte, riefen die Frauen bald die jeweils persönlichen Widerstände auf den Plan. Wie weit sie die zu überwinden in der Lage waren, sollte sich in den nächsten Jahren zeigen. Die daher nur mühsam spirituell ausgerichtete Lebensgemeinschaft von insgesamt fünf Frauen um Langhans in München-Schwabing gab laut einem Bericht aus dem Jahr 2003 nicht auf.  Als freischaffende Autorin schrieb sie nebenbei für die Lifestyle-Magazine Tempo und Wiener, das FAZ-Magazin, die taz sowie für das Zeit- und das SZ-Magazin. Aufsehen erregte sie mit ihrem Interview mit dem Neonazi-Führer Michael Kühnen, kurz nach dem Wahlerfolg der Partei Die Republikaner bei der Wahl zum Abgeordnetenhaus von Berlin 1989, für die Titelgeschichte des Zeitgeist-Monats-Magazin Tempo.

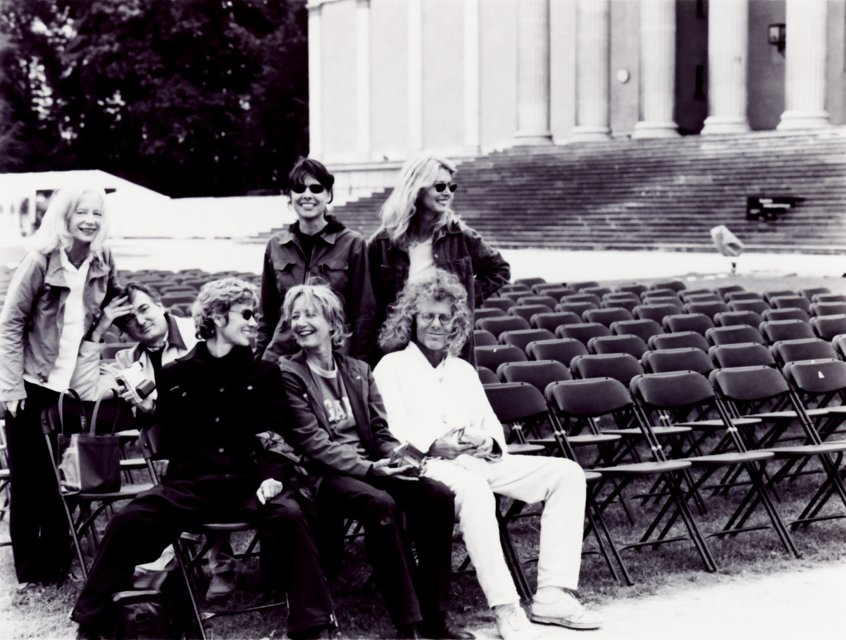
Der „Harem“, 2000
(Ritter vordere Reihe Mitte)

1989 schrieb sie nach dem ersten Film Ein Neuss Begräbnis? (WDR) unter Mitwirkung von Langhans das Drehbuch zu Von wegen Liebe – das schönste Paar der APO und führte selbst Regie. Die Fernsehdokumentation über Langhans’ Beziehung mit Uschi Obermaier zur Zeit der deutschen APO-Bewegung der 1960er Jahre wurde ebenso im WDR ausgestrahlt und für den Grimme-Preis nominiert. Anschließend produzierte sie für den WDR die Dokumentation Die Perversität des Persers als ein Beziehungsdrama zwischen Lisa Fitz und ihrem Freund (Buch und Regie Ritter und Langhans). Ebenfalls im WDR erstausgestrahlt wurde Ritters und Langhans’ Dokumentarfilm SchneeweißRosenrot über die Zwillingsschwestern und Mitlebensgefährtinnen Jutta Winkelmann und Gisela Getty, der als „besonders wertvoll“ eingestuft und wofür sie zusammen mit Langhans 1994 mit dem Adolf-Grimme-Preis ausgezeichnet wurde. Es folgte die Dokumentation Aufstehen und ganz leise nein sagen über die Jugendlichen der Ex-DDR und ihre Sehnsüchte nach der Wende. Für Spiegel TV drehte sie gemeinsam mit Langhans und den Frauen des „Harems“ mit kleinen Videokameras auf ungewöhnlichen Fahrrädern als Fahrradkarawane durch Brandenburg eine filmische Begegnung zwischen den beiden Ex-Kommunarden Fritz Teufel und Rainer Langhans. Eine weitere Grimme-Nominierung erhielt der 1995 im ZDF erstausgestrahlte Fernsehfilm Fisch mit Fahrrad von Ritter und Langhans, in dem ein Triathlonsportler namens Klaus Haetzel, im Hauptberuf Öffentlichkeitsarbeiter im Dienst des Landes Berlin, sein Leben dem Extremsport widmet in der Hoffnung, dadurch sein Bewusstsein erweitern zu können. Für den SWR entstand wieder gemeinsam mit Langhans die Dokumentation Todespioniere über das Tabu-Thema des Sterbens in Deutschland. Im August 1998 veranstaltete sie mit Langhans und den Frauen einen dreitägigen Event „68-89-98“ als Generation-Mix „Ready to Ruck?“ in der Berliner Kongresshalle und im Tempodrom. 2003 ging sie mit den Frauen und Langhans bei tv. münchen drei Wochen lang täglich auf Sendung: Kommune hieß die Reality-Show eines inszenierten Miteinanders, rund um die Uhr betrachtet von neun Kameras. Die Frauen zeigten so offen wie möglich, auch anstößig, wie dramatisch weibliche Suche nach eigenem Geist aussehen kann. Die Reihe wurde häufig wiederholt, auch auf tv.berlin und in der Schweiz. 2008 veröffentlichte sie mit Rainer Langhans den Bildband K 1 – das Bilderbuch der Kommune im Blumenbar-Verlag. Diese ungewöhnliche Foto-Sammlung berichtet von der Zeit der berüchtigten wie revolutionären Kommune I, die Langhans 1967 in Berlin mitbegründete. Ein paar Jahre lang entwickelte sie ein Kinofilm-Projekt über den einst genialen Lead-Gitarristen Peter Green der Band „Fleetwood Mac“ und seinem Encounter mit jungen deutschen Kommunarden, das ihn auf den Weg zu sich selbst schleuderte und zunächst in Heilanstalten verschwinden ließ.
Ende April 2012 trat Ritter auf dem Bundesparteitag in Neumünster in die Piratenpartei ein und kandidierte spontan für das Amt des stellvertretenden Bundesvorsitzenden. Seitdem engagiert sie sich vor allem in der AG Trailerpiraten, die audiovisuelle Formate produziert (u. a. Piraten-Talk). Im Frühjahr 2013 drehte Severin Winzenburg die Dokumentation „Good Luck finding yourself“ über die Reise von Jutta Winkelmann (in Begleitung von Rainer Langhans, Christa Ritter und Brigitte Streubel) durch Indien für das Kino und den BR, auf der Suche nach einem Meister. 2015 erschien dazu ihre Reise-Reportage „STYX - die Reise beginnt“ als E-Book. Im März 2017 erschien das Buch „#soists“ von Rainer Langhans (Ghostwriter und Verlegerin Christa Ritter) unter der ISBN 978-3-00-055986-0 im Selbstverlag.

## Filmografie
- 1978: Das zweite Erwachen der Christa Klages – als zweite Regieassistentin; Regie: Margarethe von Trotta
- 1978: Das andere Lächeln – als Scipt Supervisorin; Regie: Robert van Ackeren
- 1979: Die Hamburger Krankheit – als Regieassistentin und Script Supervisorin; Regie: Peter Fleischmann
- 1980: Deutschland, bleiche Mutter – als Regieassistentin; Regie: Helma Sanders-Brahms
- 1980: Kaltgestellt – als Script Supervisorin; Regie: Bernhard Sinkel
- 1981: Vringsveedeler Triptychon – als Regieassistentin; Regie: Helma Sanders-Brahms
- 1981: Die Berührte – als Regieassistentin; Regie: Helma Sanders-Brahms
- 1982: Mit kaltem Blick aufs Geld – als Regie-Assistentin, Regie: Helga Reidemeister
- 1989: Ein Neuss Begräbnis? – Buch, Regie (TV)
- 1990: Von wegen Liebe – das schönste Paar der APO – Buch mit Rainer Langhans, Regie
- 1991: Die Perversität des Persers – Buch und Regie mit Rainer Langhans (TV)
- 1991: Schneeweißrosenrot - Buch und Regie mit Rainer Langhans
- 1992: Aufstehen und ganz leise nein sagen – Buch und Regie mit Rainer Langhans (TV)
- 1992: Wollen Sie das 4. Reich? – Buch und Regie mit Rainer Langhans
- 1993: Camille Paglia: Eine Frau in Wut – Buch und Regie mit Rainer Langhans (TV)
- 1993: Fatima Mernissi: Die Macht der Hüfte – Buch und Regie mit Rainer Langhans
- 1993: Langhans, Teufel und die Frauen – Buch und Regie mit Rainer Langhans (TV-Reportage)
- 1993: Ein Jahr Abschied von der Macht – Buch und Regie mit Rainer Langhans
- 1994: Fisch mit Fahrrad – Buch und Regie mit Rainer Langhans (TV)
- 1996: Todespioniere – Buch und Regie mit Rainer Langhans (TV)
- 2008: R-Evolution – Mitarbeit, Regie: Rainer Langhans (TV-Reportage)